# Boaventura Vulcânio

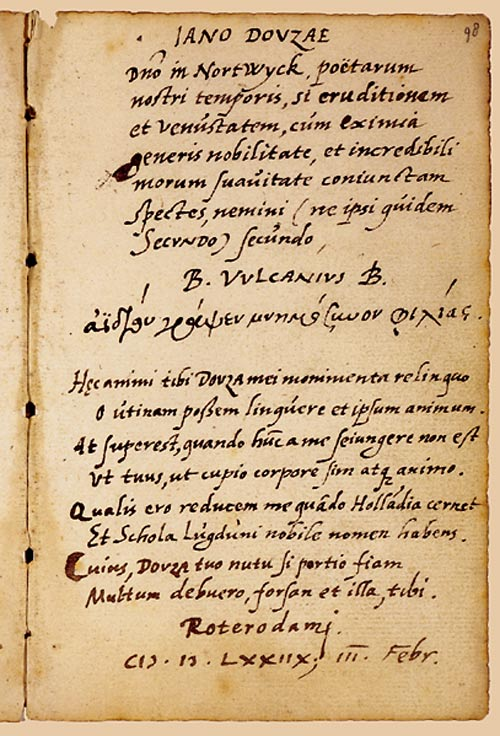
Texto holográfico de um poema endereçado por Vulcanius a Janus Dousa, fundador da Universidade de Leiden; escrito em Rotterdam, em 3 de Fevereiro de 1578.

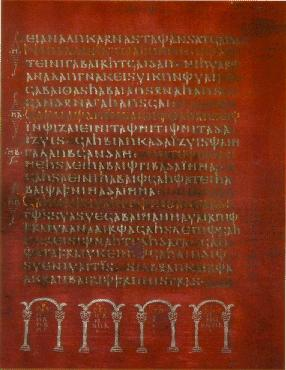
Primeira página do Codex Argenteus.

Bonaventura Vulcanius (Bruges, 30 de junho de 1538 — Leida, 9 de outubro de 1614) foi um célebre humanista neerlandês.
Seu pai, Pieter de Smet, que já era conhecido pela versão latinizada do seu nome (ferreiro), foi procurador-geral do Grande Conselho de Mechlin e tinha por Erasmo de Roterdão entre seus amigos. Ele deu a seu filho uma educação completa, e Bonaventura estudou primeiro na cidade de Ghent, depois durante dois anos medicina na Universidade Católica de Lovaina, e finalmente filosofia e literatura em Colônia com o teólogo alemão Georgius Cassander (1513-1566).
Em 1559 foi para a Espanha para se tornar secretário de Francisco Mendoza de Bobadilla, bispo de Burgos, até a morte do último em 1566. Depois ele tornou-se secretário do irmão do bispo em Toledo até que este morreu em 1570. Depois disso, Vulcanius obteve o título de professor de grego em Colônia, (embora ele nunca tivesse chegado a lecionar), mais tarde trabalhou para o impressor Henri Estienne (1528-1598) em Genebra. Em 1575, ainda em Genebra, ele publicou (com a ajuda de Estienne) uma edição para eruditos da História de Alexandre, O Grande escrita por Arriano (c.86-160/175), tendo incorporado uma nova tradução latina. Em 1577 voltou para sua terra natal, a Flandres, e se tornou secretário e tutor da família de Marnix van Sint Aldegonde (1540-1598), diplomata, burgomestre de Antuérpia e amigo de Guilherme, O Taciturno (1533-1584).
Em 1578 foi nomeado professor de latim e de grego da Universidade de Leida, onde em 1581 ele (finalmente) chegou e por um período de 30 anos ensinou a futura elite da República da Holanda', destacando-se entre eles Daniel Heinsius (1580-1655) e o renomado jurista holandês Hugo Grotius (1583-1645).
Vulcanius teve acesso ao Códice prata-sobre-púrpura que continha a parte que sobreviveu da antiga tradução da Bíblia em linguagem gótica escrita pelo bispo Wulfila. Em 1597 ele publicou o texto, que foi a primeira publicação conjuntamente com o texto gótico. Ele deu ao manuscrito o nome pelo qual ele ainda é conhecido nos dias de hoje, Codex Argenteus ("Códice" ou "Livro de Prata"), derivado da palavra latina para a prata (Argentum).